# Enajstmetrovka
Enajstmetrovka je vrsta prostega strela v nogometu, ki se izvaja z oddaljenosti 11 metrov od nasprotnikovih vrat. Edini, ki sme braniti vrata pred nasprotnikovim nogometašem je vratar moštva, ki je v osemnajst metrskem prostoru napravilo prekršek nad nogometašem, za katerega bi bil kjer koli drugje dosojen prosti strel.
Enajstmetrovke ne smemo mešati s streljanjem enajstmetrovk pri tekmah z neodločenim rezultatom, saj se tam strelja po nekoliko drugačnih pravilih.